# Nesiotoniscus bernardi
Nesiotoniscus bernardi är en kräftdjursart som först beskrevs av Albert Vandel 1943.  Nesiotoniscus bernardi ingår i släktet Nesiotoniscus och familjen Trichoniscidae. Inga underarter finns listade i Catalogue of Life.